# Cajvana
Cajvana là một thị trấn thuộc hạt Suceava, România. Dân số thời điểm năm 2002 là 7279 người.